# Фодор Степан Степанович
Фо́дор Степа́н Степа́нович (угор. Fodor István; 2 листопада 1907, с. Нижня Грабівниця (зараз частина Чинадійово) — 23 травня 2000, м. Ужгород) — угорський та український ботанік, доктор біологічних наук, професор кафедри ботаніки Ужгородського університету.

## Життєпис
Народився у селі Нижня Грабівниця, розташованому у мальовничій місцевості біля гори Маковиця і річки Синявка. Батько — Степан Фодор — працював у селі спочатку вчителем, а потім директором початкової школи. Мати, уроджена Ганна Кершбаум, походила з сім'ї німців-переселенців. Подружжя мало п'ятеро дітей, серед них Степан Степанович був другою дитиною.
Свою освіту він розпочав в 1919 році, коли вступив до Мукачівської реальної гімназії ім. Другетів, де викладав відомий ботанік, професор Антоній Маргіттай. Степан Фодор супроводжував професора у його експедиціях з вивчення закарпатської флори, ці дослідження сильно вплинули на його світогляд. В 1928 році Степан Фодор склав вступні іспити до природничого факультету Карлового університету у Празі. Серед його викладачів були геолог Ф. Кеттнер, цитолог Я. Нємец, ботаніки М. Дейл, К. Домін.
В 1934 році, отримавши вищу освіту, Степан Фодор починає викладати географію і природознавство в Ужгородській реальній гімназії. 1942 року призваний до угорської армії, де служив у підрозділі радіозв'язку. Після війни викладав біологію в ужгородській середній школі № 3, але вже 1946 року його запрошують у новостворений Ужгородський університет на посаду наукового співробітника. Трохи згодом він стає директором університетського ботанічного саду, а вже через рік — асистентом кафедри морфології і систематики вищих рослин.
В 1973 році Степан Фодор захистив докторську дисертацію, в 1974 році побачила світ його монументальна праця «Флора Закарпаття» (рос. «Флора Закарпатья»), яка й досі вважається взірцевим описом рослинності цього регіону. У монографії описано 2613 видів рослин, включно з новими таксонами. До кінця життя Степан Фодор залишався куратором Гербарію Ужгородського університету, до поповнення якого він особисто доклав багато зусиль.
Викладачі і студенти згадували його як надзвичайно інтелігентну, толерантну, доброзичливу людину, фахівця високого рівня, що читав захопливі лекції.
Похований Степан Фодор на Радванському цвинтарі в Ужгороді поруч з дружиною.

## Наукові інтереси
Флористика, систематика рослин, дослідження рослинного покриву Карпат та Паннонської низовини, дендрологія.

## Наукова і викладацька діяльність
Все своє життя Степан Фодор пропрацював в Ужгородському університеті. На кафедрі йому вдалося зібрати творчий колектив захоплених науковців. Сам він багато часу приділяв читанню лекцій, проведенню семінарів, лабораторних робіт, навчально-польових практик. Професор підготував і читав курс «Ботаніка» (вищі рослини), спецкурси «Місцева флора», «Систематика вищих рослин», «Еволюція вищих рослин» та «Великий практикум з ботаніки». На Рівній полонині Степан Фодор заклав дослідні ділянки, на яких вивчав відтворення верхньої межі лісу за допомогою штучних насаджень.
Творчий доробок науковця нараховує понад 100 публікацій. Серед монографій і написаних у співавторстві книг найбільш вагомі «Рослинність Закарпатської області СРСР» (1954), «Флора Закарпаття» (1974), «Екзоти Карпат» (1985), «Ботанічні скарбниці Карпат» (1990), «Гербарії України» (1995).

## Громадська діяльність
Крім викладацької роботи Степан Фодор активно займався громадською діяльністю: був членом Українського ботанічного товариства, Закарпатського Угорського товариства, редколегії видавництва «Тисция», керував секцією «Пам'ятки природи» Закарпатської обласної організації Українського товариства охорони природи (УТОП) і Ужгородським відділенням Московського товариства дослідників природи (МОИП).

## Вибрані праці
- Фодор С. С. Растительный покров Закарпатской области // Научные записки УжГУ. Ботаника.- 1956.- Т. 17.- С. 116–141.
- Фодор С. С. Доповнення до флори Закарпаття, що підлягає охороні // Про охорону природи Карпат.- Ужгород: Карпати, 1973.- С. 98-114.
- Фодор С. С. Флора Закарпаття.- Львів, 1974.
- Фодор С. С., Терлецький В. К., Гладун Я. Д. Екзоти Карпат.- Ужгород: Карпати, 1982.- 120 с.
- Фодор С. С., Терлецький В. К., Гладун Я. Д. Ботанічні скарбниці Карпат, 1985.

## Визнання
Іменем ученого названо Природознавчий Наукового-дослідницький інститут Закарпатського угорського інституту імені Ференца Ракоці II у місті Берегово.